# Tykadlovka
Tykadlovka (Anemia) je jediný rod čeledi tykadlovkovité kapradin z řádu víkatňotvaré (Schizaeales). Jsou to kapradiny se zpeřenými a výrazně dvojtvárnými listy, rostoucí v tropické Americe, v Africe a v Indii.

## Popis
Tykadlovky jsou suchozemské kapradiny se vzpřímenými silně dvojtvárnými listy. Stonek je krátký, krátce vodorovně plazivý, pokrytý oranžovými až hnědočervenými chlupy, s koncentrickým cévním svazkem s floémem na vnější i vnitřní straně (solenostélé) nebo rozpadlým na jednotlivé svazky s xylémem obklopeným floémem (diktyostélé). Listy jsou jednoduše až 3x zpeřené. Mohou být buď částečně dimorfní, kdy fertilní část listu vyrůstá z řapíku sterilní části listu, nebo plně dimorfní, kdy fertilní listy postrádají asimilující část. Sporangia jsou ve dvou řadách na posledních segmentech plodných listů (sporofylů). Gametofyt je zelený, nadzemní, srdčitého tvaru s nestejnými laloky.

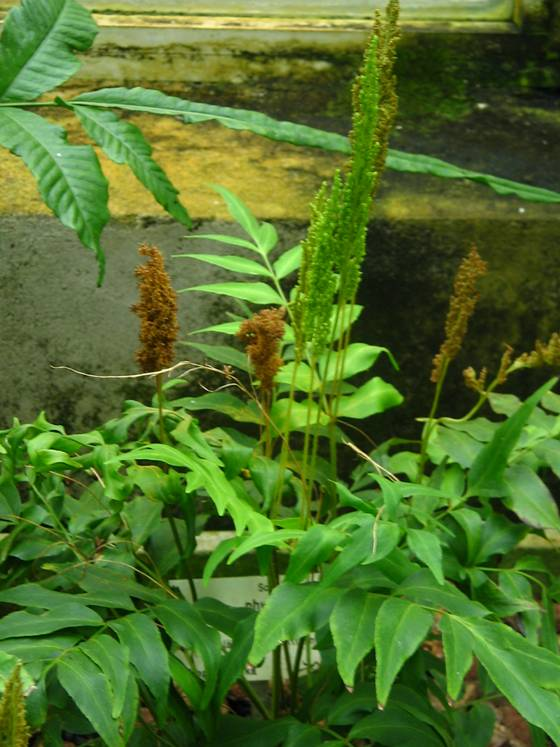
Tykadlovka Anemia phyllitis
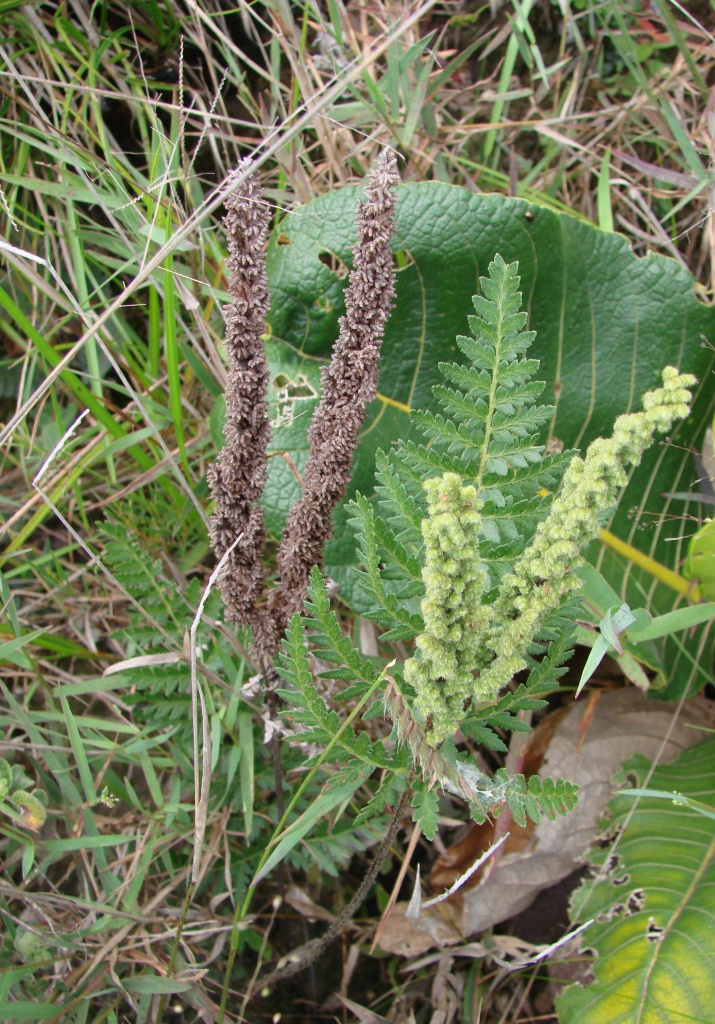
Anemia raddiana
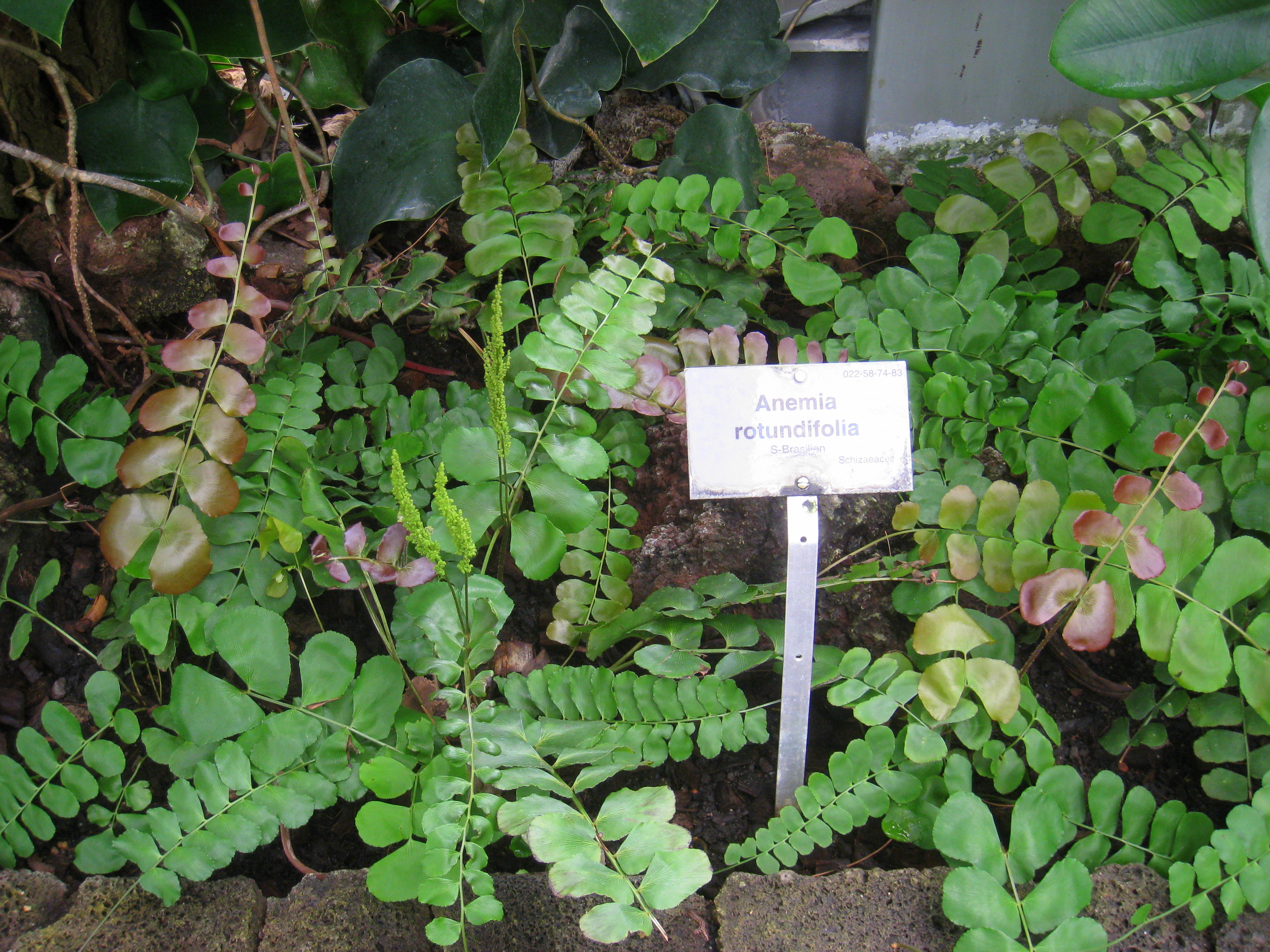
Anemia rotundifolia

## Rozšíření
Rod tykadlovka zahrnuje asi 100 až 120 druhů. Vyskytuje se v Americe od Floridy a Texasu po Jižní Ameriku, v Africe a jižní Indii. Nejvíce druhů (asi 70) je v Brazílii. V Africe se vyskytuje asi 10 druhů, v Asii jediný. V Evropě není rod tykadlovka zastoupen.

## Taxonomie
Čeleď Anemiaceae tvoří společně s čeleděmi Schizaeaceae a Lygodiaceae monofyletickou vývojovou větev kapradin. Všechny 3 zmíněné čeledi jsou řazeny do řádu Schizaeales.